# Моноцити
Моноцити су врста белих крвних зрнаца (леукоцита) која припадају моноцито-макрофагном систему. Моноцити су крупне, мононуклеусе ћелије (највеће ћелије крви), поседују фагоцитне способности. Из њих настају макрофаги, ћелије са највећом способношћу фагоцитозе. Ове ћелије проведу 10-12 сати у крви, а затим одлазе у друга ткива и трансформишу се у макрофаге.

## Изглед и грађа
Моноцити су велике ћелије, пречника 15-18 μm. Једро им је бубрежастог облика и није сегментирано (мононуклеусне ћелије). У цитоплазми се налазе грануле са ензимима. Од ензима поседују: киселу фосфатазу, глукуронидазу, лизозим, неке типове естераза и пероксидазу. На површини њихове мембране налазе се рецептори за имуноглобулине и компоненте комплемента (Ц3б и Ц5а, које врше опсонизацију). Стварају се у коштаној сржи, а путем крви доспевају у све делове организма, где напуштају крвоток, одлазе и трансформишу се у макрофаге. Моноцити чине 5-8% леукоцита у периферној крви

## Улога
- Моноцити могу вршити фагоцитозу микроорганизама. Опсонизацијом микроорганизама путем компонената система комплемента: Ц3б и Ц5а, као и путем антитела може се олакшати процес фагоцитозе (моноцити поседују рецепторе за ове супстанце).
- Од моноцита настају макрофаги, ћелије са највећом способношћу фагоцитозе. Макрофаги немају само улогу у фагоцитози, већ служе као антиген презентујуће ћелије и секретују велике количине цитокина.